# 1947 en littérature
| Années de la littérature : 1944 - 1945 - 1946 - 1947 - 1948 - 1949 - 1950    |
| Décennies de la littérature : 1910 - 1920 - 1930 - 1940 - 1950 - 1960 - 1970 |

Cet article présente les faits marquants de l'année 1947 en littérature.

## Événements
- 21 juin : Rupture définitive entre les surréalistes et les communistes.
- Création à Paris de la revue Présence Africaine et de la SAC (Société Africaine de Culture) par un groupe d’intellectuels réunis autour du Sénégalais Alioune Diop.
- Fondation à Londres de la revue Panafrica par l’Éthiopien T. R. Makonnen. Les autorités coloniales d’Afrique orientale la proclament séditieuse et en interdisent la vente.
- Création du grand prix de littérature de la SGDL, créé par la Société des gens de lettres afin de récompenser un auteur pour l’ensemble de son œuvre, dont le premier lauréat est Louis Martin-Chauffier
- Début du Livre de poche.
- Paul Claudel entre à l'Académie française.

## Essais
- Janvier : 
  - Si c'est un homme, de Primo Levi;
  - Qu'est-ce que la littérature ?, de Jean-Paul Sartre
- Décembre : Le Musée imaginaire, d'André Malraux
- Simone de Beauvoir, Pour une morale de l'ambiguïté.
- André François-Poncet, Souvenirs d'une Ambassade à Berlin, septembre 1931-octobre 1938, Paris, Flammarion
- Marcel Pagnol, Notes sur le rire
- Justice pour les Malgaches, de Pierre Stibbe, adressé « à toutes les victimes du colonialisme »
- Albert Béguin, Balzac visionnaire, Genève, Albert Skira

## Romans

### Auteurs francophones
- Claude Aveline, L'Abonné de la ligne U
- Albert Camus, La Peste
- Jean-Louis Curtis, Les Forêts de la nuit, éd. Julliard.
- Jean Dutourd, Le Déjeuner du lundi, éd. Robert Laffont
- René Fallet, Banlieue sud-est
- Jean Giono, Un roi sans divertissement
- Raymond Queneau, Exercices de style
- Raphaël Tardon, Starkenfist, (grand prix littéraire des Antilles 1948)
- Boris Vian, L'Automne à Pékin
- Boris Vian, L'Écume des jours

### Auteurs traduits
- Thomas Mann, Le Docteur Faustus
- Henry Miller, Tropique du Cancer (Publication en France)
- John Steinbeck, La Perle (The Pearl)
- Italo Calvino, Le Sentier des nids d'araignées (Il Sentiero dei nidi di ragno)
- Patricia Wentworth, Le Marc maudit.

## Nouvelle
- Le Vin de Paris : recueil de nouvelles de Marcel Aymé

## Théâtre
- 19 avril : Jean Genet, Les Bonnes
- 17 juin : Le mal court, pièce de Jacques Audiberti.
- 4 septembre : Jean Vilar crée le Festival d'Avignon. Dans le cadre de la Semaine d’art en Avignon, Jean Vilar et Maurice Cazeneuve présentent trois mises en scène dramatiques.
- 11 octobre : Le Procès, pièce de Kafka adapté par André Gide et Jean-Louis Barrault.
- 3 décembre : La pièce Un tramway nommé Désir de Tennessee Williams prend l'affiche à Broadway avec Marlon Brando et Jessica Tandy.

## Prix littéraires et récompenses
- 13 juin : Albert Camus reçoit le prix des critiques pour La Peste.
- 23 octobre : L'écrivain français André Gide reçoit le prix Nobel de littérature.
- 1er décembre : La canadienne Gabrielle Roy reçoit à Paris le Prix Fémina, pour Bonheur d'occasion, elle est le premier écrivain canadien à recevoir un grand prix littéraire français.
- L'écrivain italien Ennio Flaiano remporte le Prix Strega l'année même de la création du prix, pour son roman Tempo di uccidere.
- Prix Goncourt : Les Forêts de la nuit de Jean-Louis Curtis.
- Prix Renaudot : Je vivrai l'amour des autres de Jean Cayrol.
- Prix Interallié : Les Carnets du Bon Dieu de Pierre Daninos
- Grand prix du roman de l'Académie française : Philippe Hériat pour Famille Boussardel.
- Prix des Deux Magots : L'Amour aux deux visages de Paule Malardot
- Prix du Quai des Orfèvres : Jean Le Hallier pour Un certain monsieur.
- Voir la liste des Prix du Gouverneur général 1947.

## Principales naissances
- 10 janvier : George Alec Effinger, écrivain américain de science-fiction, mort en 2002.
- 17 mars : James Morrow, écrivain américain de science-fiction et de fantasy.
- 25 mars : Jean-Louis Riguet, écrivain français († 7 août 2025).
- 29 mars : Geert van Istendael, écrivain belge.
- 30 mars : Yūko Tsushima, écrivaine japonaise († 18 février 2016).
- 5 mai : Lee Yun-gi, auteur et traducteur sud-coréen.
- 24 mai : Tanith Lee, écrivain britannique de science-fiction et de fantasy, morte en 2015.
- 1er juin : Patrick Grainville, écrivain français, prix Goncourt.
- 19 juin : Salman Rushdie, écrivain britannique d'origine indienne, auteur des Versets sataniques.
- 22 juin : Octavia E. Butler, écrivain américaine de science-fiction.
- 26 juillet : Jaime Semprun, essayiste et éditeur français († 3 août 2010).
- 21 septembre : Stephen King, écrivain américain.
- 11 décembre : Marc Quaghebeur, écrivain belge.
- 22 décembre : Brian C. Daley, écrivain américain de science-fiction, mort en 1996.
- 27 décembre : Abdallah Naaman, écrivain, historien et universitaire libanais.

## Principaux décès
- 19 janvier : Manuel Machado, poète et dramaturge espagnol (° 29 août 1874),
- 5 avril : Emma de la Barra, écrivaine argentine (° 1861).
- 5 avril : Willa Cather, écrivaine américaine (° 7 décembre 1873).
- 23 mai : Charles-Ferdinand Ramuz, écrivain et poète suisse (° 24 septembre 1878),
- 7 décembre : Tristan Bernard, écrivain français (° 7 septembre 1866).
- 15 décembre : Arthur Machen, écrivain britannique (° 3 mars 1863).
- 29 décembre : Gabriel Volland, poète et écrivain français (° 27 février 1881).